# Municipio de Village (condado de Jackson)
El municipio de Village (en inglés: Village Township) es un municipio ubicado en el condado de Jackson en el estado estadounidense de Arkansas. En el año 2010 tenía una población de 2158 habitantes y una densidad poblacional de 23,09 personas por km².

## Geografía
El municipio de Village se encuentra ubicado en las coordenadas 35°38′16″N 91°10′41″O / 35.63778, -91.17806. Según la Oficina del Censo de los Estados Unidos, el municipio tiene una superficie total de 93.44 km², de la cual 92.75 km² corresponden a tierra firme y (0.74%) 0.69 km² es agua.

## Demografía
Según el censo de 2010, había 2158 personas residiendo en el municipio de Village. La densidad de población era de 23,09 hab./km². De los 2158 habitantes, el municipio de Village estaba compuesto por el 67.05% blancos, el 28.04% eran afroamericanos, el 1.53% eran amerindios, el 0.23% eran asiáticos, el 0.05% eran isleños del Pacífico, el 1.71% eran de otras razas y el 1.39% pertenecían a dos o más razas. Del total de la población el 3.57% eran hispanos o latinos de cualquier raza.